# Святий Лоран. Страсті великого кутюр'є
«Святий Лоран. Страсті великого кутюр'є» (оригінальна назва — «Сен Лоран», фр. Saint Laurent) — біографічний драматичний фільм режисра Бертрана Бонелло. В головних ролях — Гаспар Ульєль, Леа Сейду, Луї Гаррель і Жеремі Реньє. Фільм засновано на історії життя знаменитого французького модельєра Ів Сен-Лорана в період з 1965 по 1976 рік. Кінофільм було обрано для участі в основній конкурсній програмі 67-го Каннського кінофестивалю.

## Сюжет
У фільмі розкривається період життя відомого модельєра Іва Сена-Лоран, починаючи з кінця 1960-х років до 1976 року. Модний дім молодого дизайнера Сен-Лорана перебуває у розквіті, а сам Ів переживає водночас успіх, що п'янить, і відчай. На богемних паризьких вечірках, в Марракеші, у полотнах Ворхолла і книгах Пруста Сен-Лоран шукає натхнення і відповіді на свої запитання.

## В ролях
| Актор                 | Роль                   |
| --------------------- | ---------------------- |
| Гаспар Ульєль         | Ів Сен-Лоран           |
| Леа Сейду             | Лулу де ла Фалез       |
| Луї Гаррель           | Жак де Баше            |
| Жеремі Реньє          | П'єр Берже             |
| Аміра Казар           | Анн-Марі Муньос        |
| Валерія Бруні-Тедескі | мадам Дузе             |
| Емілін Валаде         | Бетті Сатру            |
| Гельмут Бергер        | Сен-Лоран у 1989 році  |
| Домінік Санда         | Люсьєн Сен-Лоран       |
| Жасмін Трінка         | Таліта Гетті           |
| Бертран Бонелло       | журналіст «Ліберасьон» |

## Виробництво
Зйомки фільму Сен-Лоран почалися 30 вересня 2013 року. Знімальна група отримала дозвіл нинішнього власника бренду Saint Laurent Франсуа Піно (фр. François Pinault) на використання логотипу і суконь знаменитого Будинку моди.

## Додаткові факти
- В Україні допрем'єрний показ фільму відбувся у київському кінотеатрі «Оскар» 14 жовтня 2014 року на відкритті Ukrainian Fashion Week[6].
- У російський прокат фільм вийшов під назвою Сен-Лоран. Стиль – это я[7].

## Нагороди
| Нагороди та номінації | Нагороди та номінації                    | Нагороди та номінації                | Нагороди та номінації                                           | Нагороди та номінації | Нагороди та номінації |
| Рік                   | Нагорода                                 | Категорія                            | Номінант                                                        | Результат             |                       |
| --------------------- | ---------------------------------------- | ------------------------------------ | --------------------------------------------------------------- | --------------------- | --------------------- |
| 2014                  | Каннський кінофестиваль                  | Золота пальмова гілка                | Бертран Бонелло                                                 | Номінація             |                       |
| 2014                  | Каннський кінофестиваль                  | Спеціальна згадка Palm Dog           | пес Moujik                                                      | Перемога              |                       |
| 2014                  | Каннський кінофестиваль                  | Квір-пальмова гілка                  | Бертран Бонелло                                                 | Номінація             |                       |
| 2014                  | Приз Луї Деллюка                         | Найкращий фільм                      | Бертран Бонелло                                                 | Номінація             |                       |
| 2014                  | Премія «Супутник»                        | Найкращий дизайн костюмів            | Анаїс Ромон                                                     | Номінація             |                       |
| 2014                  | Премія Міжнародного товариства кіноманів | Найкращий режисер                    | Бертран Бонелло                                                 | Перемога              |                       |
| 2015                  | Премія «Сезар»                           | Найкращий фільм                      | Ерік Альтмаєр, Ніколас Альтмаєр Крістоф Ламбер, Бертран Бонелло | Номінація             |                       |
| 2015                  | Премія «Сезар»                           | Найкращий режисер                    | Бертран Бонелло                                                 | Номінація             |                       |
| 2015                  | Премія «Сезар»                           | Найкращий актор                      | Гаспар Ульєль                                                   | Номінація             |                       |
| 2015                  | Премія «Сезар»                           | Найкращий актор другого плану        | Луї Гаррель                                                     | Номінація             |                       |
| 2015                  | Премія «Сезар»                           | Найкращий актор другого плану        | Жеремі Реньє                                                    | Номінація             |                       |
| 2015                  | Премія «Сезар»                           | Найкраща операторська робота         | Жозі Дешайє                                                     | Номінація             |                       |
| 2015                  | Премія «Сезар»                           | Найкраще звукове оформлення          | Ніколя Кантін, Ніколя Моро, Жан-П'єр Лафорс                     | Номінація             |                       |
| 2015                  | Премія «Сезар»                           | Найкращий монтаж                     | Фабріс Ру                                                       | Номінація             |                       |
| 2015                  | Премія «Сезар»                           | Найкраща робота художника-декоратора | Катя Вишкоп                                                     | Номінація             |                       |
| 2015                  | Премія «Сезар»                           | Найкращий дизайн костюмів            | Анаїс Ромон                                                     | Перемога              |                       |
| 2015                  | Премія «Люм'єр»                          | Найкращий фільм                      |                                                                 | Номінація             |                       |
| 2015                  | Премія «Люм'єр»                          | Найкращий режисер                    | Бертран Бонелло                                                 | Номінація             |                       |
| 2015                  | Премія «Люм'єр»                          | Найкращий актор                      | Гаспар Ульєль                                                   | Перемога              |                       |
| 2015                  | Премія «Люм'єр»                          | Найкращий оператор                   | Жозі Дешайє                                                     | Номінація             |                       |
| 2015                  | Премія «Люм'єр»                          | Найкращий сценарій                   | Бертран Бонелло Тома Бідеґен                                    | Номінація             |                       |
| 2015                  | Премія «Маґрітт»                         | Найкращий актор другого плану        | Жеремі Реньє                                                    | Перемога              |                       |